# Marie-Louise Parguel
Marie-Louise Parguel épouse Bourdy (née le 15 juillet 1947 à Carcassonne) est une athlète française, spécialiste du lancer du poids.

## Biographie
Elle est sacrée championne de France du lancer du poids en 1970 à Colombes avec la marque de 13,83 m.
Son record personnel au lancer du poids est de 14,75 m (1969).